# Потери авиации в войне с «контрас»
В статье приведены потери авиации во время войны с «контрас», продолжавшейся с 1980 по 1990 год.
В необъявленной «воздушной войне» против Никарагуа принимали участие военно-воздушные силы Никарагуа, США и Гондураса, а также самолёты и вертолёты без опознавательных знаков, принадлежавшие никарагуанским «контрас» и американским спецслужбам.
В целом, необъявленная «воздушная война» против Никарагуа была достаточно интенсивной:
- как сообщил министр обороны Никарагуа Умберто Ортега, только в период с начала 1981 года до 8 мая 1981 года воздушное пространство страны было нарушено 44 раза[1]
- в сентябре 1983 года, в своём выступлении на XXXVIII сессии Генеральной Ассамблеи ООН лидер Никарагуа Даниэль Ортега заявил о «необъявленной войне» США против Никарагуа и сообщил, что за период 1981—1983 годов произошло 715 нарушений воздушного пространства Никарагуа (в том числе 203 — самолётами ВВС США).
- 7 октября 1983 года — Министерство иностранных дел Никарагуа заявило протест правительству США в связи с неопровержимым участием ЦРУ в проведении воздушных налётов на Никарагуа.
- 31 декабря 1984 года — правительство Никарагуа сделало заявление, что в течение 1984 года произошло 1300 нарушений воздушного пространства страны (в том числе 480 — самолётами США).
- 12 ноября 1987 года в своём выступлении на сессии Генеральной Ассамблеи Организации американских государств лидер Никарагуа Даниэль Ортега сообщил, что в период с начала 1981 года произошло 1740 случаев вторжения в воздушное пространство Никарагуа самолётов, осуществлявших снабжение, ведение разведки или поддержку с воздуха действий «контрас»[2].

Список составлен на основании информации из открытых источников (печатных изданий и материалов сети Интернет). Тем не менее, при всех возможных ошибках и неточностях существующие источники предоставляют значительный объём информации относительно авиационных потерь в ходе войны.

## Правительственные силы Никарагуа
По официальным данным правительства Никарагуа, в период с 1979 по 1990 год были потеряны 17 летательных аппаратов, в том числе 9 вертолётов (из них 11 были сбиты и уничтожены противником и ещё шесть потеряны по иным причинам — были угнаны и интернированы на территории иностранных государств, разбились вследствие технической неисправности, ошибки пилота и т.д.), в результате погибли 43 пилота и 61 военнослужащих, находившихся на борту. Однако на интернет-сайте skywar перечислены 22 летательных аппарата, потерянных за указанный период, в том числе 16 вертолётов.
- 14 августа 1982 года, в 8:50 утра потерпел катастрофу военно-транспортный самолёт IAI-201 «Arava» ВВС Никарагуа (бортовой номер 223). Спустя 30 секунд после взлёта из столичного аэропорта имени А. Сандино у самолёта отказал левый двигатель, после чего самолёт с левым креном и потерей высоты столкнулся с крышами домов, разрушился и взорвался. Из 20 человек, находившихся на борту, погибли 19 (в т.ч. пилот и второй пилот), один пассажир остался жив. Самолёт был приобретён для ВВС Национальной гвардии и после падения в июле 1979 года режима Анастасио Сомосы перешёл в состав сандинистских ВВС, однако поддерживать его исправность стало сложно из-за прекращения поставок запасных частей.
- 9 декабря 1982 года около 14 часов дня, севернее бухты Сан Андрес (в 110 милях от Манагуа) разбился транспортный вертолёт Ми-8Т военно-воздушных сил Никарагуа (бортовой номер 265), который производил эвакуацию детей из района стихийного бедствия. Экипаж предпринял попытку совершить аварийную посадку, однако на высоте 5 метров произошло разрушение одной из лопастей хвостового винта, что привело к потере управляемости и падению машины на левый борт. Возникший пожар не позволил спастись находившимся в грузовой кабине. В результате погибло 84 человека (75 детей и 9 женщин)[5], восемь человек спаслось. Это был первый вертолёт Ми-8, потерянный правительственными силами.
- 13 сентября 1985 года реактивный истребитель F-86 военно-воздушных сил Гондураса атаковал и подбил вертолёт Ми-25 ВВС Никарагуа, который был серьёзно повреждён и совершил вынужденную посадку[6]
- 2 декабря 1985 года в 8 милях к северо-востоку от армейского тренировочного лагеря в Мулукуку (Mulukuku, провинция Селайя) вертолёт Ми-8Т ВВС Никарагуа был сбит ракетой ПЗРК. Погибли все 14 человек, находившиеся на борту. Это было первое применение боевиками ракет «земля-воздух»[7].
- 23 декабря 1985 года самолёт Ан-2 ВВС Никарагуа, который пилотировал сублейтенант Сальвадор Бланко Лакайо (Salvador Blanco Lacayo) доставил груз продовольствия и оружия отрядам СНА из Манагуа в Молокулу, после чего вылетел в обратном направлении. Неожиданно лётчик изменил курс и вошёл в воздушное пространство Гондураса. Два истребителя ВВС Гондураса сопровождали самолёт-нарушитель от границы до приземления в 16:45 на авиабазе Тонконтин[8]. После приземления пилот сдал два автомата АК-47 и обратился к властям с просьбой о предоставлении политического убежища[9].
- 11 мая 1987 года в департаменте Хинотега боевиками «контрас» зенитной ракетой «Redeye» был сбит вертолёт Ми-17 ВВС Никарагуа, экипаж из четырёх человек погиб[10]
- 19 июня 1987 года в центральной части Никарагуа «контрас» сбили боевой вертолёт Ми-25,  погибли 3 члена экипажа. Правительство Никарагуа признало потерю вертолёта и сообщило, что это первый случай потери вертолёта данного типа[11]
- 29 октября 1987 года в провинции Нуэва-Сеговия возле границы с Гондурасом разбился вертолёт Ми-8 ВВС Никарагуа. Погибли все 6 человек, находившиеся на борту — члены экипажа и офицеры сандинистской армии. Согласно коммюнике министерства обороны Никарагуа, катастрофа произошла по технической причине.[12]
- 8 декабря 1988 года пилот ВВС Никарагуа капитан Эдвин Эстрада Леива (Edwin Estrada Leiva) совершил угон в Гондурас боевого вертолёта Ми-25. После пересечения границы вертолёт был обнаружен радиолокационной станцией Гондураса и в сопровождении двух истребителей F-5 ВВС Гондураса долетел до авиабазы Тонконтин, где произвёл посадку[13]

## США
- 11 января 1984 года над территорией Никарагуа, в 12 километрах от города Халапа, недалеко от границы с Гондурасом бойцы СНА сбили вертолёт OH-58 «Kiowa» ВВС США (101 AVN GP/229 AVN BN)[14] с грузом военного назначения (по всей видимости, предназначавшегося «контрас»), пилот вертолёта погиб, два пассажира — военные инженеры по специальности, скрылись на территории Гондураса. В первом сообщении говорилось, что вертолёт не имел опознавательных знаков, в последующих упомянуто, что бортовой номер и опознавательные знаки были тщательно замазаны грязью. Правительство США признало потерю вертолёта[15].

## Гондурас
ВВС Гондураса принимали активное участие в необъявленной "воздушной войне" против Никарагуа. По официальным данным правительства Никарагуа, только в течение 1983 года самолёты и вертолёты ВВС Гондураса 386 раз совершали вторжение в воздушное пространство Никарагуа, в период с начала января до конца апреля 1984 года — ещё 201 раз.
- 9 мая 1984 года два вертолёта ВВС Гондураса совершили вторжение в воздушное пространство Никарагуа. В районе вулкана Косигуина один вертолёт "Bell" военно-воздушных сил Гондураса был сбит огнём из зенитно-пулемётной установки[16]. Правительство Гондураса подтвердило потерю вертолёта и гибель восьми человек, находившихся на борту[17] (5 военнослужащих ВВС Гондураса и трёх гражданских лиц)[18]

## Авиация «контрас» и спецслужб США
По официальным данным правительства Никарагуа, только за первые пять лет войны в воздушном пространстве страны были сбиты два самолёта, три лёгких самолёта и 8 вертолётов «контрас». Кроме того, ещё несколько самолётов было потеряно в авиакатастрофах по иным причинам (вследствие технической неисправности, ошибок пилота...).
- 8 сентября 1983 года — авианалёт на Манагуа. Авиация «контрас» (два самолёта типа «Сессна-402» без опознавательных знаков, вылетевшие с территории Коста-Рики) сбросила бомбы на международный аэропорт имени Сандино и резиденцию МИД Никарагуа. Одну «Сессну-402», которая сбросила две 250-килограммовые бомбы на аэропорт, сбили огнём с земли, оба пилота погибли, их тела обгорели под обломками самолёта (что сделало невозможным их опознание), однако при этом уцелел паспорт гражданина США Аугустино Романа (Augustin Roman)[20]. Здание аэропорта сильно пострадало, здесь погиб один служащий таможни, четыре человека были ранены[21]. Погибших и раненых при бомбардировке здания МИД не имелось. Через несколько часов радиостанция ARDE в Коста-Рике объявила о том, что берёт на себя ответственность за нападение.
- 3 октября 1983 года — над горным массивом Лос-Седрас в департаменте Матагальпа зенитной батареей ПВО был сбит американский самолёт DC-3С[20], прилетевший с севера, из Гондураса. Прежде чем рухнуть на землю, самолёт успел сбросить несколько контейнеров с грузами для окруженной в горах банды «контрас». Пилот (бывший майор военно-воздушных сил Никарагуа Roberto Amador Narvaez, впоследствии назначенный вторым человеком в военно-воздушных силах «контрас»[22]) и штурман самолёта были захвачены в плен. Впоследствии пилот дал показания, что вылетел с авиабазы ВВС Гондураса «Агуакате»[23].
- 24 марта 1984 года в северной части Коста-Рики, недалеко от границы с Никарагуа самолёт DC-3, летевший на низкой высоте с выключенными огнями врезался в склон горы Cerro Valerio. В результате авиакатастрофы погибли все 7 человек, находившиеся на борту. Обломки самолёта, тела погибших и подготовленный к выбросу на парашютах груз (400 пар ботинок, униформа, 500 тыс. патронов, оружие и миномёты) были разбросаны на площади в несколько сотен метров. После того, как 6 апреля 1984 года в коста-риканской газете "La Prensa Libre" появились статьи о происшествии, "контрас" предприняли попытки скрыть следы авиакатастрофы, 7 апреля они собрали и вывезли на самолёте значительную часть груза, тела пяти погибших в авиакатастрофе и подожгли место крушения с использованием бензина. Тем не менее, следственная комиссия коста-риканских властей, прибывшая 8 апреля 1984 года на место крушения, нашла здесь части оружия, обломки самолёта (в том числе, регистрационый номер и серийный номер), а также тела двух погибших в авиакатастрофе членов экипажа — позднее они были опознаны, это оказались никарагуанцы (пилот Renato Torrealba и второй пилот Milton Gutierrez). В дальнейшем в ходе расследования было установлено, что канадский регистрационный номер самолёта был фальшивым, а DС-3 с 1983 года находился в собственности правительства США, прошёл модернизацию (был перекрашен в серый цвет, на самолёт было установлено новое навигационное оборудование и топливный бак увеличенной ёмкости) и использовался "в военных целях". По некоторым сведениям, среди погибших в авиакатастрофе были американцы (местные крестьяне упоминали, что видели среди трупов на месте катастрофы тело блондина в камуфляже)[24].
- 27 августа 1984 года — частями ПВО СНА в районе Килали (департамент Хинотега) сбит транспортный самолёт С-47 с грузом оружия[25] и продовольствия для «контрас»[26], вторгшийся в воздушное пространство страны из Гондураса[27]
- 1 сентября 1984 года был произведён авианалёт на посёлок Санта-Клара в департаменте Нуэва-Сеговия, при отражении атаки огнём с земли был сбит вылетевший с авиабазы ВВС Гондураса «Агуакате» вертолёт Hughes 500[28], который пилотировали два летчика-американца из организации «гражданско-военная помощь» («Civil Military Assistance») — ветераны вьетнамской войны, военнослужащие Национальной гвардии штата Алабама Дэн Паркер и Джеймс Поуэлл[27].
- 25 июля 1985 года — на территории Коста-Рики, в окрестностях селения Veracruz de Pital (в 25 км от границы с Никарагуа) в результате технической неисправности потерпел крушение вертолёт «Hughes-500», на борту которого находился Эден Пастора — один из лидеров «контрас», глава группировки ARDE[29].
- 19 марта 1986 года во время атаки никарагуанской армией лагерей «контрас» в районе никарагуанско-гондурасской границы (на территории Гондураса) военнослужащими СНА был сбит вертолёт[30][31][32], в котором находились два контрактника ЦРУ США (не являвшиеся гражданами США) и офицер армии Гондураса. Когда вертолёт врезался в склон горы в 8 милях от границы с Никарагуа, пилот получил серьёзные травмы, но второй пилот и пассажир не пострадали. Представитель правительства США подтвердил факт авиакатастрофы гондурасского вертолёта, сообщил об отсутствии погибших и о том, что на борту не было граждан США. Представитель ЦРУ сообщила, что отказывается от комментариев[33].
- 5 октября 1986 года над Никарагуа, в окрестностях города Сан-Карлос зенитной ракетой был сбит зарегистрированный в Панаме военно-транспортный самолёт C-123K «Provider» (серийный номер 20128, бортовой номер HPF821). На месте крушения были обнаружены контейнеры с грузом для «контрас» (70 советских автоматов АКС, 100 тыс. патронов, выстрелы к противотанковому гранатомёту, 150 пар армейских ботинок и др.) и тела трёх погибших членов экипажа (двух американцев и одного никарагуанца), непродолжительное время спустя солдатами правительственных сил был задержан четвёртый член экипажа, гражданин США Юджин Хазенфус (Eugene Hasenfus), который дал показания, что работает на ЦРУ[34].
- 16 декабря 1986 года недалеко от побережья Гондураса в океан упал транспортный самолёт компании «Latin Air Service», проходившее здесь шведское судно подобрало трёх уцелевших членов экипажа, одним из которых был пилот — бельгийский гражданин Эрнст Тьерри. При этом правительство Никарагуа сообщило, что ночью в воздушном пространстве Никарагуа был сбит самолёт ЦРУ США, осуществлявший снабжение «контрас». По сообщению газеты «Майами геральд», Тьерри был одним из контрактников ЦРУ, завербованных Дж. Синглаубом для выполнения полётов в Никарагуа[35].
- 9 марта 1987 года в департаменте Матагальпа огнём из зенитно-артиллерийской установки сбит самолёт C-47 с грузом оружия[36].
- 16 июня 1987 года — в департаменте Нуэва-Сеговия огнём с земли был сбит двухмоторный самолёт Beechcraft Baron (бортовой номер N666PF, без опознавательных знаков), обстрелявший ракетами пограничную заставу Серро эль Дорадито[37]. В плен были захвачены трое раненых «контрас», находившихся на борту: пилот, которым оказался командующий авиацией FDN (Juan Gomez), второй пилот — его сын (Juan Gomez, Jr.) и бортстрелок (Alvaro Carrasco)[38]
- 13 января 1988 года — недалеко от поселения Сан-Хуан дель Норте (San Juan del Norte) в юго-восточной части Никарагуа огнём зенитной артиллерии был сбит зарегистрированный в Коста-Рике частный самолёт Cessna 172, осуществлявший снабжение «контрас», захвачен в плен пилот самолёта — гражданин США Джеймс Денби (James Gordon Denvy)[39]. 30 января 1988 года Дж. Денби был выдворен из страны[40].
- ночью 23 января 1988 года — в местности Cerro de Lomas (департамент Селайя), недалеко от границы с Коста-Рикой одной или двумя зенитными ракетами и огнём с земли был сбит транспортный самолёт DC-6, осуществлявший снабжение никарагуанских «контрас». По следам на месте крушения было установлено, что на борту самолёта находилось одиннадцать 800-фунтовых ящиков с оружием и снаряжением (на месте крушения было найдено их разбитое и сгоревшее содержимое)[41]. Представитель «контрас» подтвердил потерю самолёта с 12 членами экипажа на борту, но сообщил, что 10 человек погибли при крушении, а двое успели выброситься с парашютами. По данным представителей Министерства обороны Никарагуа, погибли 11 человек, находившихся на борту[42]. Позднее уцелевший член экипажа (Alejandro Sanchez Herrera) был задержан правительственными силами и предъявлен журналистам, он дал показания, что самолёт вылетел с острова Суон[43].
- 25 февраля 1989 года на территории Гондураса, в районе селения La Tigra (в 7 милях к северо-востоку от Тегусигальпы) разбился, врезавшись в склон холма, самолёт DC-6, который возвращался после вылета со сбросом грузов для "контрас" в районе города San Andres De Bocay, в долине реки Коко на территории Никарагуа[44]. Самолёт принадлежал зарегистрированной в Гондурасе частной компании "Circle G" и, по словам представителя компании, в последний рейс сбросил для "контрас" свыше 15 тонн "гуманитарной помощи" - "одежды, продовольствия и медикаментов"[45]. В авиакатастрофе погибли все 9 человек, находившиеся на борту — трое граждан Гондураса (в том числе владелец компании "Circle G", пилот Rene Gonzalez) и шесть "контрас". Причиной катастрофы, предположительно, стала поломка двигателя[46].